# Оксидихлорид ванадия(IV)
Оксидихлорид ванадия(IV) — неорганическое соединение, оксосоль металла ванадия и соляной кислоты с формулой VOCl2, зелёные кристаллы, реагирует с водой, образует кристаллогидрат.

## Получение
- Восстановление водородом оксид-трихлорид ванадия:

{\displaystyle {\mathsf {2VOCl_{3}+H_{2}\ {\xrightarrow {T}}\ 2VOCl_{2}+2HCl}}}
- Обработка концентрированной соляной кислотой оксида ванадия(V):

{\displaystyle {\mathsf {V_{2}O_{5}+6HCl\ {\xrightarrow {}}\ 2VOCl_{2}+Cl_{2}+3H_{2}O}}}
- Окисление хлорида ванадия(III) с помощью раствора селеновой кислоты, селенистой кислоты или солянокислого гидроксиламина:

{\displaystyle {\mathsf {NH_{2}OH*HCl+2VCl_{3}+H_{2}O\ \xrightarrow {} \ NH_{4}Cl+2VOCl_{2}+2HCl}}}

## Физические свойства
Оксидихлорид ванадия(IV) образует зелёные кристаллы.
Разлагается в воде, но растворяется в разбавленных кислотах и этаноле.